# Ignacio Casano
Ignacio Casano (Buenos Aires, Argentina en 1980) es un actor y modelo argentino, residiendo en la Ciudad de México, graduado de licenciatura en administración de empresas, y con estudios de tres años de la licenciatura en Psicología.

## Carrera
Inició su carrera en el modelaje trabajando en algunos países de Asia, Europa y América.
Fue en Colombia donde empezó a estudiar actuación en RCN Televisión con el maestro Ramsés Ramos. En 2007 se traslada a México en donde comienza su carrera actoral en el Centro de Educación Artística de Televisa realizando diferentes capacitaciones para conducción, actuación, neutralización de acento con los maestros Eugenio Cobo, Ortos Soyus, Rubén Camelo entre otros.
En televisión ha participado en varias producciones, destacando Mentir para vivir de la productora Rosy Ocampo, alternando con Mayrín Villanueva y David Zepeda.
En el 2015 el productor Carlos Moreno le da la oportunidad de su primer protagónico, en la segunda etapa de la telenovela A que no me dejas.

## Filmografía

### Telenovelas
- El amor invencible (2023)… Marco Núñez.[3]
- Médicos, línea de vida (2019)... Alexis.[4]
- Mi marido tiene familia (2017-2019)... Hugo Aguilar Rivera.[5]
- A que no me dejas (2015-2016)... Mauricio "Mau" Fonseca Murat.
- Lo que la vida me robó (2013-2014)... Benjamín Almonte (joven).
- Mentir para vivir (2013)... Mike Rodríguez.[6]
- Nueva vida (2013)... Elías.[7]
- Miss XV (2012)...Sebastián D'Acosta.[8]

### Películas
- A la mala (2015)

### Programas de televisión
- La casa de los famosos All-Stars (2025)... Él mismo - 4° eliminado.[9][10]
- La casa de los famosos (2022)... Él mismo.[11]
- Esta historia me suena (2020)... Miguel Vázquez.
- Como dice el dicho (2014 - 2015)... Varios episodios.[12]

### Conducción
- Laura (2013)... Menciones publicitarias.
- Hoy... Cápsulas informativas.
- Pata de perro en Ritmoson Latino (2010)... Conducción.

## Teatro
- Lucca y su banda (2017)...Malo malísimo.[13]
- No apagues la luz (2016)[14]

## Espectáculos
- Solo para mujeres (2017) .... Él mismo[15]

## Publicidad
- Banco Santander - Jueces (2013)
- Portada Revista EGO